# 漢卿勾氏介
漢卿勾氏介（学名：Gouiecythere hanchingi）为彎貝介科勾氏介屬下的一个种。